# 伊琳娜·恰奇娜
伊琳娜·恰奇娜（俄语：Ирина Викторовна Чащина，1982年4月24日—）是知名俄羅斯藝術體操運動員。她獲得了2004年雅典奧運藝術體操銀牌，以及2003和2005年世界韻律體操錦標賽銅牌。她在2001年西班牙馬德里舉辦的世界韻律體操錦標賽獲得個人全能、球、球桿和繩索的金牌和銀牌，但她與隊友在藥檢中利尿劑呈現陽性，因而被取消成績並禁賽兩年處分。

## 外部連結
- 艺术体操界两名超级明星栽进尿瓶子 （页面存档备份，存于）
- 33 года назад родилась Ирина Чащина （页面存档备份，存于）